# اضطرابات خلقية في أيض الحمض الأميني
الأخطاء الخلقية في أيض الحمض الأميني هي اضطرابات أيضية تعيق من عملية اصطناع وتحطيم الحموض الأمينية.
أنواعها تشمل:
- بيلة ألكابتونية
- داء البول القيقبي
- بيلة هوموسيستينية
- فرط تايروسين الدم
- بيلة الثلاثي ميثيل أمين
- مرض هارتناب
- نقص البيوتينيديز

## روابط خارجية
- http://www.med.unibs.it/~marchesi/aminoaciddiseases.html